# Ranura
Una ranura és un solc practicat en una peça de matèria dura.
En el cas de les màquines elèctriques, és una part de l'estator on s'allotjen les bobines, les quals s'han de recobrir amb un aïllant.
N'hi ha que en tenen amb 12, 24, 28 o més, encara que els nombres de ranures més usats són 18, 24 i 36.